# Lowlife Princess: Noir
Lowlife Princess: Noir — первый полноформатный студийный альбом южнокорейской певицы Bibi (Ким Хёнсо). Был выпущен 18 ноября 2022 года лейблом Feel Ghood Music при поддержке Kakao Entertainment и 88rising.

## История

### Animal Farm
27 сентября 2022 года был выпущен видеоклип на первый предварительный сингл «Animal Farm» (кор. 가면무도회; с кор. — «Маскарад»). В клипе Bibi появляется на роскошной вечеринке, на которой присутствовала «элита в масках». Размахивая катаной, она начинает обезглавливать каждого участника вечеринки, показывая, что у них у всех свиные рыла.

### Motospeed 24 и Sweet Sorrow of Mother
24 октября 2022 года было официально объявлено, что альбом выйдет 18 ноября 2022 года. Вместе с объявлением были выпущены: предварительный сингл и интерлюдия из альбома: «Motospeed 24» и «Sweet Sorrow of Mother» соответственно. Сингл был опубликован вместе с видеоклипом, а клип на интерлюдию был опубликован 28 октября 2022 года.

### Выпуск альбома с BIBI Vengeance
18 ноября 2022 года, вместе с выпуском альбома, был выпущен клип на сингл «BIBI Vengeance». В клипе Bibi появляется на похоронах, как чистая, на вид, беззащитная женщина. Далее мужчина обливает её водой из вазы, на что Bibi отвечает ухмылкой. В процессе повествования рассказывается, что Bibi — криминальный авторитет, управляющий огромной командой. Bibi заточает облившего её мужчину в маленькую клетку и допрашивает, вымогая информацию, деньги и раскаяние. Получив лишь раскаяние, Bibi, в конце клипа, убивает мужчину и толкает в яму, где, после танцевальной сцены, она и её команда закапывают труп мужчины песком.

### Jotto
25 ноября 2022 года, после выпуска альбома, был выпущен клип на сингл «Jotto», где Bibi расправляется со своим молодым человеком, в результате желания покончить с абьюзивными отношениями. В клипе действие начинается в отеле, где Bibi отдыхает со своим парнем. Далее мужчина припирает Bibi к стенке и душит. Bibi вырывается и бросается на кровать, беря в руки нож, вместе с тем, угрожая своему молодому человеку. Далее, желая закончить отношения, Bibi наносит мужчине несколько ножевых ранений и убивает его любовницу. Мужчина выживает, но Bibi бросает его в бассейн, где он тонет.

## Тема альбома
«Альбом рассказывает историю вымышленном человеке «О Гемчи», которая вдохновлена главной героиней романа «Сочувствие госпоже Месть» Пак Чхан Ука и хочет отомстить за своё детство», на фоне антиутопии 2044 года. «О Гемчи» была брошена в детстве и хочет, чтобы ее любили, несмотря на то, что она «злая сука». «В то время, как загрязнение и дефицит опустошают Сеул, а люди борются за контроль над верхушкой общества (а-ля Город грехов), девочка поднимается из глубин отчаяния, чтобы стать королевой этой беззаконной земли».

## Музыка и лирика
В альбоме Bibi рассказывает историю о низшем слое общества. «Когда вы слушаете альбом, вы невольно замечаете лирическую свирепость пластинки, предлагая бодрящую смесь звуков дарк-попа («Jotto»), футуристического EDM («Blade»), поп-рока («City Love»), латиноамериканских битов («Bibi Vengeance») и альтернативный R&B («Animal Farm»). И это лишь некоторые из них».

## Оценки критиков
| Оценки критиков | Оценки критиков                                                          |
| Источник        | Оценка                                                                   |
| --------------- | ------------------------------------------------------------------------ |
| IZM             | 3 из 5 звёзд · 3 из 5 звёзд · 3 из 5 звёзд · 3 из 5 звёзд · 3 из 5 звёзд |
| NME             | 4 из 5 звёзд · 4 из 5 звёзд · 4 из 5 звёзд · 4 из 5 звёзд · 4 из 5 звёзд |
| Rhythmer        | 4 из 5 звёзд · 4 из 5 звёзд · 4 из 5 звёзд · 4 из 5 звёзд · 4 из 5 звёзд |

Ём Донгё из IZM оценил альбом на 3 из 5 звезд. По его словам, «Bibi, обладающая как навыками, так и харизмой, заложила основу честной лирикой и чувственными звуками. Она укрепила свою индивидуальность своим новым альбомом и обратилась к Generation MZ, распутав историю без колебаний, а также соединив R&B и хип-хоп.»
Тану Радж из NME оценил альбом на 4 из 5 звезд. По его словам, «Bibi забралась на место одного из самых увлекательных и запоминающихся K-pop артистов, которые рассказывают истории с помощью альбомов.»
Ким Хёджин из Rhythmer также оценила альбом на 4 из 5 звезд. По ее словам, «Bibi — определенно хорошо рассказывает историю в своём альбоме», который «раскрывает характер и одновременно очаровывает слушателей конкретными звуками и подходящим выбором слов.»

## Список композиций
Все тексты написаны Bibi, вся музыка написана Bibi.
| №                   | Название                                   | Текст песни         | Музыка                    | Длительность |
| ------------------- | ------------------------------------------ | ------------------- | ------------------------- | ------------ |
| 1.                  | «Intro»                                    | The Need            | The Need                  | 1:07         |
| 2.                  | «Blade» (철학보다 무서운건 비비의 총알)    |                     | The Need                  | 3:10         |
| 3.                  | «Bibi Vengeance» (나쁜X)                   |                     | The Need                  | 2:45         |
| 4.                  | «Animal Farm» (가면무도회)                 |                     | The Need                  | 3:23         |
| 5.                  | «Motospeed 24» (모토스피드 24시)           |                     | The Need                  | 2:13         |
| 6.                  | «Sweet Sorrow of Mother» (불륜)            |                     | Zoey Cho                  | 1:06         |
| 7.                  | «Loveholic's Hangover» (featuring Sam Kim) |                     | Welcome Ian, Flower Beats | 2:48         |
| 8.                  | «Wet Nightmare»                            |                     | Max & Kyle, Twlv          | 2:58         |
| 9.                  | «Witch Hunt» (마녀사냥)                    |                     | The Need                  | 1:14         |
| 10.                 | «Lowlife Princess»                         |                     | Purple, Mikey             | 2:31         |
| 11.                 | «Jotto» (조또)                             |                     | Mikey, En, Purple         | 3:13         |
| 12.                 | «City Love»                                |                     | Purple                    | 3:13         |
| Общая длительность: | Общая длительность:                        | Общая длительность: | Общая длительность:       | 30:18        |

## Чарты

### Еженедельные чарты
| Чарт (2022)                      | Высшая позиция |
| -------------------------------- | -------------- |
| Республика Корея Albums (Circle) | 7              |

### Ежегодные чарты
| Чарт (2022)                                                              | Название               | Высшая позиция |
| ------------------------------------------------------------------------ | ---------------------- | -------------- |
| 50 Best Albums of 2022 (Genius)                                          | Lowlife Princess: Noir | 38             |
| 25 Best Albums of 2022 Asian (NME)                                       | Lowlife Princess: Noir | 16             |
| 10 Best Albums of 2022 Korean R&B (Rhythmer)                             | Lowlife Princess: Noir | 7              |
| 15 Best Albums of 2022 Korean Hip-Hop and R&B (Rolling Stone India)      | Lowlife Princess: Noir | 2              |
| Best K-Pop Songs and Albums of 2022 (Time)                               | Lowlife Princess: Noir | н/д            |
| 2022 Year-End Top 100 Artists Республика Корея (Genius)                  | н/д                    | 35             |
| 2022 Year-End Top Female Soloists Республика Корея (Genius)              | н/д                    | 3              |
| «н/д» означает, что у чарта не было позиций, или в чарт попал сам артист |                        |                |

## Продажи

### Общие продажи
| Чарт (2022)     | Название               | Общее число продаж |
| --------------- | ---------------------- | ------------------ |
| Albums (Circle) | Lowlife Princess: Noir | - KOR: 17,971+     |